# 坎哈國家公園
坎哈國家公園（英語：Kanha–Kisli National Park）又名坎哈老虎保护区（Kanha Tiger Reserve），是位於印度的一個老虎保护区，也是印度中央邦最大的国家公园。坎哈国家公园始建于1955年6月1日，1973年被指定为老虎保护区，面积为940平方公里。坎哈老虎保护区又分为哈隆（Hallon）和班贾尔（Banjar）两个保护区，面积分别为250和300平方公里。公园里有孟加拉虎、孟加拉豹、懒熊、沼鹿和豺等動物。